# Мунго Даррелла
Мунго Даррелла, или мангуст Даррелла (лат. Salanoia durrelli) — хищное млекопитающее из семейства мадагаскарских виверр. Эндемик Мадагаскара. Назван в честь английского натуралиста и писателя Джеральда Даррелла. Это 1-й с 1986 года новый для науки вид хищных млекопитающих, обнаруженный на Мадагаскаре.

## Распространение
Обитает на Мадагаскаре в прибрежной зоне озера Алаотра (Lac Alaotra). Salanoia durrelli найден в районе Andreba на высоте 750 м над уровнем моря на восточном побережье Алаотра.

## Открытие
Впервые этот вид наблюдали плывущим в озере в 2004 году сотрудники Фонда охраны дикой природы имени Даррелла (Durrell Wildlife Conservation Trust, DWCT), которые прибыли на Мадагаскар для исследования бамбуковых лемуров (Hapalemur). Зверька поймали, взвесили и отпустили. Однако, анализ его фотографии показал, что он не относится ни к одному известному науке виду. В 2005 году поймали ещё двух животных, одно из которых умертвили и послали в Лондон в Музей естествознания, что и послужило основой для статьи в 2010 году. Описание сделали биолог Джоанна Дарбин (Joanna Durbin из Climate, Community & Biodiversity Alliance) и команда учёных из Музея естествознания (Лондон), Международного общества сохранения природы (Conservation International), Nature Heritage и Фонда имени Даррелла (DWCT). Ранее, местные жители уже сообщали о том, что видели хищного зверька на Алаотре. Специалисты в 1999 году посчитали, что это известный с 1839 года вид Salanoia concolor (Garbutt, 1999). Тот вид был описан почти два века назад французским зоологом Изидором Жоффруа Сен-Илером.

## Описание
Мелкий хищник (около 30 см) с мехом рыжевато-коричневого цвета, два взвешенных экземпляра весили 600 и 675 г. У голотипа (самка) длина головы и тела составила 310 мм, длина хвоста — 210 мм, длина задней ноги — 66,8 мм, длина уха — 17,5 мм, масса тела — 675 г. Второй измеренный экземпляр (самец) после обмеров был отпущен. Его длина составила около 330 мм, длина хвоста — около 175 мм, масса — 600 г.